# POEMS-Syndrom
Das POEMS-Syndrom, Akronym für Polyneuropathie, Organomegalie, Endokrinopathie, Monoklonale Gammopathie und Hautveränderungen (Skin) ist eine sehr seltene angeborene Erkrankung mit den namensgebenden Hauptmerkmalen.
Es tritt gehäuft paraneoplastisch, oft beim Osteosklerotischen Plasmozytom, in bis zu 23 % beim Plasmazell-Typ des Morbus Castleman auf.
Synonyme sind: POEMS-Komplex; Crow-Fukase-Syndrom; PEP-Syndrom; Shimpo-Syndrom; Takatsuti-Syndrom
Die Namensbezeichnungen beziehen sich auf den Autor der Erstbeschreibung der vollen Symptomatik durch den englischen Arzt R. S. Crow im Jahre 1956 und die Beschreibung des ersten japanischen Patienten durch M. Fukase und Mitarbeiter im Jahre 1968.
Das Akronym wurde von P. A. Bardwick und Mitarbeiter 1980 vorgeschlagen.

## Verbreitung
Häufigkeit und Ursache sind nicht bekannt, Häufigkeitsgipfel ist im 5. bis 6. Lebensjahrzehnt.
Es scheint eine Verbindung mit einer erhöhten Produktion des Vascular Endothelial Growth Factors zu bestehen.

## Klinische Erscheinungen
Klinische Kriterien sind:
- zunehmende periphere Polyneuropathie, distale sensomotorische Veränderungen, Muskelschwäche
- Organomegalie von Leber, Milz und Lymphknotenvergrösserungen
- Endokrinopathie mit Gynäkomastie, Amenorrhoe, Glukoseintoleranz, Hypothyreose
- Dysglobulinämie, häufig Plasmozytom
- diffuse oder umschriebene Hyperpigmentierung, Hypertrichose, Hautverdickung, Trommelschlegelfinger, Sklerodaktylie
- periphere Ödeme, Aszites, Pleuraerguss
- Hyperhidrose
- Hämangiome

## Diagnose
Im Röntgenbild finden sich häufiger einzelne sklerotische, seltener gemischt sklerotisch-lytische Knochenveränderungen, Spikulabildung an kleinen Wirbelgelenken, Enthesiopathie.

## Differentialdiagnose
Abzugrenzen ist die leicht verwechselbare Chronisch inflammatorische demyelinisierende Polyneuropathie.

## Therapie
Zur interdisziplinären Behandlung kommen Bestrahlung, Kortikosteroide, Chemotherapie und Stammzell-Transplantation infrage.

## Geschichte
Die Erstbeschreibung eines Patienten stammt aus dem Jahre 1939 durch den deutschen Arzt Scheinker.